# Pigmeusok

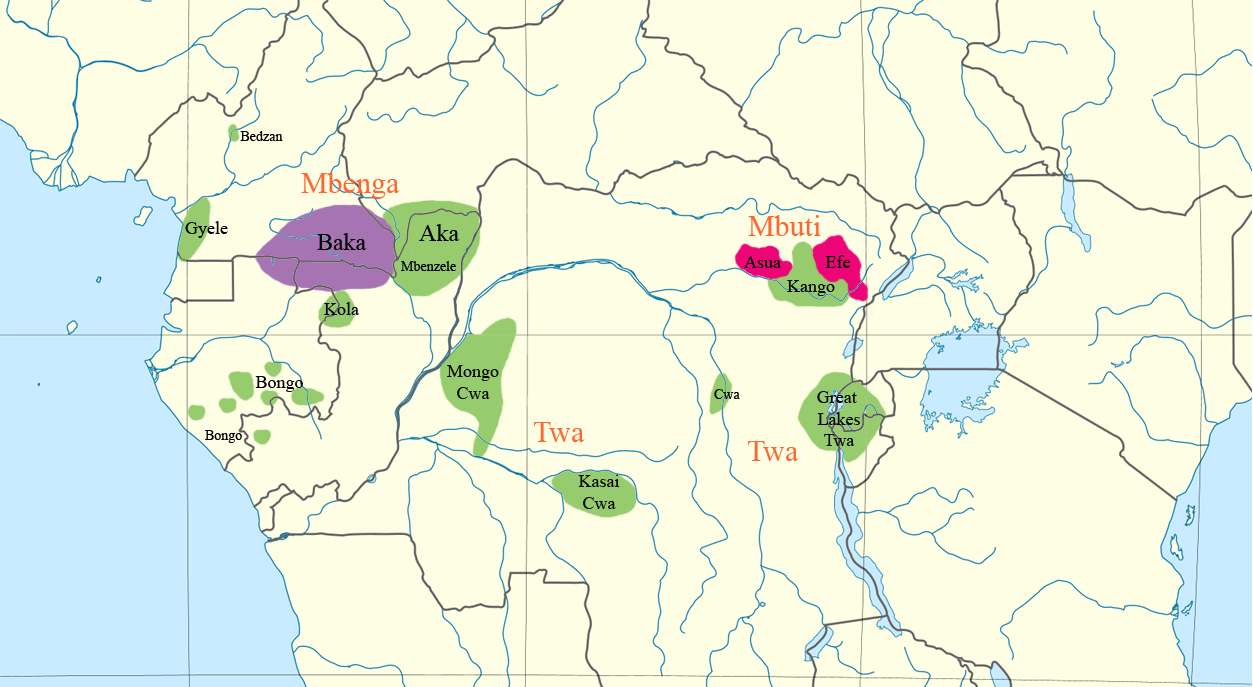
A pigmeus csoportok Közép-Afrika területén

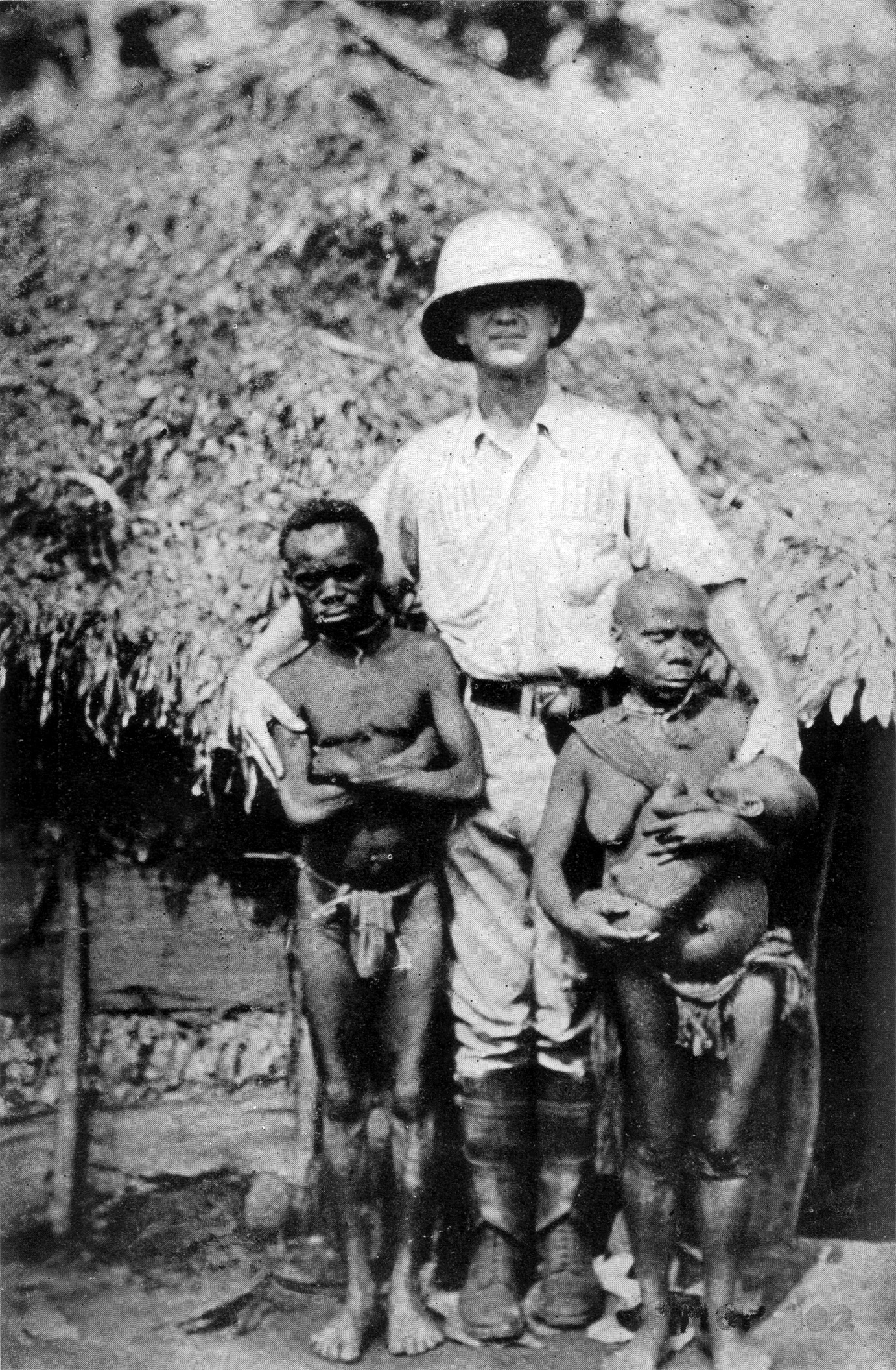
Őserdei pigmeusok és egy európai felfedező a Kongó-medencében a 20. század elején

A pigmeusok ősközösségi körülmények között élő különösen alacsony termetű emberek. Elsősorban Közép-Afrika őserdeiben: Ruanda, Burundi, Tanzánia, Uganda, a Kongói Demokratikus Köztársaság, a Közép-afrikai Köztársaság, Kamerun, Egyenlítői-Guinea, Gabon, a Kongói Köztársaság, Angola és Etiópia területén élnek.  Soha nem alkottak egységet, és mindig különböző hordákban éltek. A környezetükben afrikai törzsekhez képest a számuk elenyésző, becslések szerint 250–600 ezer pigmeus él a kongói esőerdők peremén.

## Jellemzőik és csoportjaik
- A „klasszikus pigmeusok” (a mbuti, efe, cva és akka törzs) a Föld legkisebb termetű népcsoportjait alkotják. A mbuti és az efe törzs az Ituri-esőerdő, a cva a Kivu-tó környékén, az akka a Közép-afrikai Köztársaság délkeleti és a Kongói Köztársaság északi részén él. Az átlagos testalkatukat 142,5 cm-nek határozták meg, csak nagyon kevesen haladják meg a 150 cm-t. A testi jellegeik között alig található klasszikus afrikai elem. A bőrük a negridekénél világosabb, azoktól a testarányaikban, az arcuk jellegével is különböznek. A földműves élethez nehezen tudnak alkalmazkodni.
- A Gabonban, Kamerunban és a Kongói Köztársaságban élő (binga, mbenga) pigmeusok átlagos termete 150 cm feletti. Az elterjedési területük elér az atlanti-óceáni partokig.
- A pigmeusok és a négerek közötti keveredés olyan csoportot eredményezett, amely közelebb került negridekhez, mint a pigmeusokhoz. Az akkákkal rokonságban álló baka törzs félnomád, és egyre inkább letelepedett életmódot folytat.
- A Burundi és Ruanda területén élő (geszera, zigaba) pigmeusok egy része sok negrid elemet visel. Közülük sokan letelepedett életmódot folytatnak, és az 1980-as években az edénykészítés volt a jellemző foglalkozásuk.
- A jelli pigmeusok a Kongó-medence északi részén élnek. Kizárólag vadásznak és gyűjtögetnek. Mérgezett hegyű nyílvesszőket használnak.
- A Kongó-medence középső részén szétszórva élő twa (cva) csoportok szintén sok negrid elemet viselnek, és bantu nyelveken beszélnek.

A pigmeusoknak valaha saját nyelvük volt. Ma viszont a legtöbb csoportjuk a közelben élők (bantu, keleti-negrid stb.) nyelvét beszéli. Általában 20–100 fős csoportokban élnek, részben vadászó-gyűjtögető életmódon. Ügyesen közlekednek az őserdőben, hallásuk, szaglásuk kitűnő, ugyanakkor a szomszédos területek földműveseivel is kereskednek a termesztett mezőgazdasági termékek és egyes tárgyak beszerzése céljából. A binga (mbenga) és mbuti pigmeusok között a nők gyakran halásznak. Sok pigmeus csoport – az erdőirtások következményeként – már letelepedett életmódot folytat.
Délnyugat-Etiópiában, az Omo medencéjében is élnek törpe növésű emberek. Ők a legkeletibb tágabb értelemben vett pigmeusok.
Egyes afrikai etnikai térképeken sok pigmeus csoportot tüntettek fel. Ezek keveredtek a helyi földművelő lakossággal, ezért embertani értelemben már nem számíthatók a pigmeusok közé. Ilyen csoportok például a Sangha és az Ubangi folyó mellett, illetve Ruandában élnek.
A Dél-Afrikában élő, ugyancsak nagyon alacsony termetű és ősi származású szanokkal nem állnak közelebbi rokonságban.

## Történetük
Eredetüket nem ismerjük, mert a lakóterületükről kevés eszköz- és emberlelet származik.
A régebbi elterjedési területük a mainál lényegesen nagyobb volt. A kutatók szerint elterjedésük északi határa az akkori trópusi őserdő határának felelt meg. Ez az ókorban az északi szélesség 15°-ánál volt.
Az ókori egyiptomi fáraók expedíciókat indítottak az erdők országába pigmeusok elfogására, hogy az „isteni törpe táncosok” udvaraikban táncoljanak. Az egyiptomiak már az i. e. 3. évezredben ismerték a pigmeusokat, akik valószínűleg mbutik lehettek.
Az ókori görögök Egyiptomon keresztül ismerték meg a pigmeusokat. Hérodotosz a Felső-Nílus vidékére tette a hazájukat. Arisztotelész megemlíti, hogy ott, ahol a Nílus ered, pigmeusok élnek, és hozzáteszi, hogy mindez nem mítosz, hanem valóságos népről van szó, amelynek tagjai igen kis emberek.
Több olyan római mozaik ismert – mint pl. a mai Assisi környékén levő Cannarából előkerült Urbium Hortense –, amin egy pigmeus hatalmas vízilóval vagy krokodillal harcol.
1664-ben Isaac Vossius Párizsban kiadott egy könyvet, amelyben a bakkebakke népről, a „törpékről” ír, akik az erdőben élnek, és elefántokra vadásznak. A portugálok a 16. században találkoztak velük, de akkor még legendaként adtak róluk tudósításokat.
A 19. században először G. Schweinfurth, F. Mianini és Henry Morton Stanley adtak hírt a pigmeusokról mint valóságos kis emberekről. 1864-ben P. du Chaillu leírta az Egyenlítő menti pigmeusokat, majd amikor az akkákkal találkozott, sikerült azokat a 17. században bakkebakke néven leírtakkal azonosítania.
A 20. század eleji kutatások munkáját sokszor nehezítette, hogy az európaiak korábban gyakran hurcolták el őket szolgáknak, ezért amikor a kutatók megjelentek, a pigmeusok azonnal elrejtőztek az őserdőben. Igen félénknek mutatkoztak az idegenekkel szemben, de később kiderült, hogy végtelenül jóindulatúak és készségesek.

## Fordítás
Ez a szócikk részben vagy egészben  a   Pygmée című francia Wikipédia-szócikk fordításán alapul.  Az eredeti cikk szerkesztőit annak laptörténete sorolja fel. Ez a jelzés csupán a megfogalmazás eredetét és a szerzői jogokat jelzi, nem szolgál a cikkben szereplő információk forrásmegjelöléseként.
Ez a szócikk részben vagy egészben  a   Congo Pygmies című angol Wikipédia-szócikk fordításán alapul.  Az eredeti cikk szerkesztőit annak laptörténete sorolja fel. Ez a jelzés csupán a megfogalmazás eredetét és a szerzői jogokat jelzi, nem szolgál a cikkben szereplő információk forrásmegjelöléseként.